# HD67523
HD67523 — хімічно пекулярна зоря спектрального класу F2, що має  видиму зоряну величину в смузі V приблизно  2,8.
Вона  розташована на відстані близько 62,7 світлових років від Сонця.

## Фізичні характеристики
Телескоп Гіппаркос зареєстрував  фотометричну змінність  даної зорі з періодом    0,14 доби в межах від  Hmin= 2,96 до  Hmax= 2,86.